# Finlandia en los Juegos Europeos de Bakú 2015
Finlandia participó en los Juegos Europeos de Bakú 2015 con una delegación de 106 deportistas. Responsable del equipo nacional fue el Comité Olímpico Finlandés, así como las federaciones deportivas nacionales de cada deporte con participación.
El portador de la bandera en la ceremonia de apertura fue el gimnasta Tomi Tuuha.

## Medallistas
El equipo de Finlandia obtuvo las siguientes medallas:
| Nombre           | Deporte | Competición |
| ---------------- | ------- | ----------- |
| Oro              |         |             |
| —                |         |             |
| Plata            |         |             |
| —                |         |             |
| Bronce           |         |             |
| Marko Kemppainen | Tiro    | Skeet M     |